# 긴테쓰신조역
긴테쓰신조역(일본어: 近鉄新庄駅)은 일본 나라현 가쓰라기시에 위치한 긴키 닛폰 철도 고세 선의 철도역이다. 역 번호는 P 24이며, 상대식 승강장 2면 2선의 구조를 갖춘 지상역이다.

## 타는 곳
| 1 | P 고세 선 | 하행 | 고세 방면                                                    |
| 2 | P 고세 선 | 상행 | 샤쿠도 · 후루이치 · 오사카아베노바시 · 가시하라진구마에 방면 |

## 이용 현황
- 2005년 11월 8일 : 2,603명
- 2008년 11월 18일 : 2,580명
- 2010년 11월 9일 : 2,529명
- 2012년 11월 13일 : 2,490명
- 2015년 11월 10일 : 2,487명

## 역 주변
- 가쓰라기 시청 신조 청사
- JR 서일본 와카야마 선 야마토신조역

## 인접 역
| 긴키 닛폰 철도 고세 선 | 긴키 닛폰 철도 고세 선 | 긴키 닛폰 철도 고세 선     |
| ---------------------- | ---------------------- | -------------------------- |
| P23 샤쿠도 샤쿠도 방면 | P 고세 선              | 오시미 P25 긴테쓰고세 방면 |